# قوه شوانغ
قوه شوانغ (بالصينية: 郭爽) مواليد 26 فبراير 1986 في منغوليا الداخلية، الصين، هي دراجة صينية في صنف سباق الدراجات على المضمار. شارك في دورة الألعاب الأولمبية الصيفية وفاز بميدالية أولمبية.

## الميداليات
| الميدالية | المسابقة                       |
| --------- | ------------------------------ |
| فضية      | الألعاب الأولمبية الصيفية 2012 |
| فضية      | الألعاب الأولمبية الصيفية 2012 |
| برونزية   | الألعاب الأولمبية الصيفية 2008 |
| برونزية   | الألعاب الأولمبية الصيفية 2012 |
| ذهبية     | دورة الألعاب الآسيوية 2010     |
| فضية      | دورة الألعاب الآسيوية 2010     |
| ذهبية     | ألعاب جامعية صيفية 2011        |

## روابط خارجية
- قوه شوانغ على موقع الاتحاد الدولي للدراجات (الإنجليزية)
- قوه شوانغ على موقع أرشيف الدراجات (الإنجليزية)
- قوه شوانغ على موقع اللجنة الأولمبية الدولية (الإنجليزية)
- قوه شوانغ على موقع أوليمبيديا (الإنجليزية)
- قوه شوانغ على موقع اللجنة الأولمبية الصينية (الإنجليزية)